# Подхойний Хриб
Подхойний Хриб (словен. Podhojni Hrib) — поселення в громаді Велике Лаще, Осреднєсловенський регіон, Словенія.
Висота над рівнем моря: 543,5 м.